# Capron (Wirginia)
Capron – miasto w Stanach Zjednoczonych, w stanie Wirginia, w hrabstwie Southampton.